# La Mauvaise Rencontre
Pour plus de détails, voir Fiche technique et Distribution.
La Mauvaise Rencontre est un téléfilm français réalisé par Josée Dayan et diffusé le 2 novembre 2011 sur France 2.
Il s'agit de l'adaptation du roman français éponyme de Philippe Grimbert, publié en 2009.

## Synopsis
Dans un square parisien, alors qu'ils étaient encore enfants, s'est scellée l'amitié entre Loup et Mando. Les deux garçons grandissent ensemble, partageant leurs premières expériences, leurs livres, leurs centres d'intérêt. Tous deux sont intéressés par le spiritisme...

## Fiche technique
- Titre : La Mauvaise Rencontre
- un film produit par Josée Dayan et Matthieu Tarot
avec la participation de France Télévisions
- d'après le roman de La Mauvaise Rencontre de Philippe Grimbert
paru aux éditions Grasset et Fasquelle - 2009
- adaptation, scénario et dialogues de Philippe Besson
- image : Myriam Vinocour
- montage : Yves Langlois, Florence Leconte
- costumes : Mimi Lempicka
- décors : Philip l'Evèque
- production associé : François Bennaceur
- un film de Josée Dayan
- Musique originale (composée, dirigée et réalisée) : Serge Perathoner
- Pays :  France
- Durée : 90 minutes

## Distribution
- Matthieu Dessertine : Loup
- Samuel Mercer : Mando
- Jeanne Moreau : Gaby
- Agnese Nano : Enza
- avec la participation de Caroline Sihol : la mère de Loup
- Veronika Varga : Anna
- Jacques Spiesser : le professeur
- avec la participation de Jean-Hugues Anglade : Loup adulte

- Marco Bisson : le père de Loup
- Constance Rousseau : Mariane
- Valérie Lang : la femme spirite
- Serge Merlin : le médium
- Hippolyte Dib : Loup à 5 ans
- Nemo Olhünd Brunaux : Mando à 5 ans
- Philippe Charlier : le médecin légiste
- Robin Causse : L'étudiant revendicateur
- Florence d'Azemar : L'infirmière de la morgue